# Doctor Robert (canción)
«Doctor Robert» es una canción de The Beatles incluida en el álbum Revolver en Inglaterra y en el LP Yesterday and Today en Estados Unidos, bajo la abreviación «Dr. Robert». 
Fue escrita principalmente por John Lennon y grabada en 7 tomas el 17 de abril de 1966 con ediciones y doblaje de la voz de Lennon el 19 de abril.

## Créditos
- John Lennon – voz principal, guitarra rítmica (Epiphone Casino), armonio (Mannborg Harmonium).
- Paul McCartney – bajo (Rickenbacker 4001s), coros.
- George Harrison – guitarra solista (Gibson SG Standard), maracas.
- Ringo Starr – batería (Ludwig Super Classic).

## Anécdotas
Supuestamente la canción hace referencia a un tal Dr. Robert que existió en la realidad, y que medicaba a sus pacientes con drogas alucinógenas; esto se puede contemplar en la letra de la canción.
El Dr. Robert era probablemente Robert Freymann, cuya farmacia estaba en la 78 East Street en Nueva York . En la década de 1960, la comunidad artística de la "Gran Manzana" estaba familiarizado con el médico dispuesto a entregarles todo tipo de sustancias lícitas e ilícitas, incluyendo las anfetaminas. Esta mala reputación finalmente llegó a los oídos de John Lennon y Paul McCartney. Este último dijo: "John y yo pensamos que la idea era divertida. La gente decía "¡Todos podemos ir con él! ¡Nos dará todas las píldoras que queramos! " Era un negocio sagrado. La canción era una broma sobre el tipo que podría tratar a todos con todas estas pastillas y tranquilizantes. Fue flotando por encima de Nueva York.
Lennon mismo habría sido cliente del médico . En 1972, el personaje del doctor Robert es interpretado por Charlie Bacis en Ciao! Manhattan. Sin embargo, en 1975, Robert Freymann pierde su licencia por mala práctica . Murió en 1987; aunque también existe la teoría de que se refiere a Robert Zimmerman, es decir, Bob Dylan, que fue el que les suministró cannabis sativa (marihuana) a The Beatles por primera vez.
También existe la teoría de que el dentista John Riley, con el pseudónimo de Robert, fue quien a sus espaldas mezcló dietilamida de ácido lisérgico (o comúnmente llamado LSD) con el té que les ofreció, costumbre común en el Reino Unido (ofrecer té a la visita). Esta fue la primera vez que miembros de The Beatles (en aquella ocasión Lennon y George Harrison) probaron esta droga. Cuando Freymann les mencionó lo que había puesto en sus bebidas, Lennon y Harrison decidieron marcharse en auto; pretensión que por supuesto no pudieron llevar a cabo producto del rápido efecto del psicoactivo. Se dice que este suceso fue uno de los que marcó la transformación musical que tuvo el conjunto, donde inicialmente los contenidos de las letras eran en su mayoría relacionados al amor de juventud y en general de menor peso intelectual. El cambio comienza desde el Revolver (disco que contiene el tema "Doctor Robert") hasta el doble EP Magical Mystery Tour, cumbre de la psicodelia del grupo.

## Análisis musical
- Escrita en Si Mayor.
- El piano tocado por McCartney es prácticamente inaudible en el resultado final.
- El armonio se escucha en el puente de la canción. ("Well, well, well, you're feeling fine...")